# Bambiraptor feinbergi
Bambiraptor feinbergi és un gènere representat per una única espècie de dinosaure teròpode dromeosàurid, que va viure a la fi del període Cretaci superior, fa aproximadament 75 milions d'anys, al Campanià, al territori que actualment és Amèrica del Nord. Bambiraptor és un dels dinosaures més petits que es coneixen, però tènia un dels cervells més grossos.
Descobert per científics de la Universitat de Kansas, Universitat Yale, i la Universitat de Nova Orleans. Quan estava viu Bambiraptor hauria mesurat al voltant, de 0,3 metres d'alt i 0,7 de llarg pesant solament 2 quilograms, encara que l'espècimen podria ser un individu jove, sent proposat que Bambiraptor sigui realment Saurornitholestes jove, encara que ningú n'està segur. Bambiraptor tenia un cervell de grandària més petita que els ocells moderns. A causa del seu gran cerebel, que pot indicar una agilitat més alta i una intel·ligència més alta que altres dromeosàurids, David A. Burnham ha presumit que Bambiraptor feinbergi pot haver estat arbori. La vida en els arbres va poder haver requerit la pressió evolutiva que va donar lloc a un cervell més gros. Burnham també ofereix una hipòtesi alternativa que un cervell més gros es podria seleccionar para com a resultat de caçar preses més àgils tals com a llangardaixos i mamífers. Bambiraptor tenia el cervell més gros per a la seva grandària que qualsevol dinosaure descobert, encara que la grandària del cervell pugui ser a causa de la seva edat, perquè els animals joves tendeixen a tenir quocients més grans del cervell/cos comparats als adults. També tenia braços molt llargs i una espoleta ben desenvolupada.